# Indian Regional Navigation Satellite System
L'Indian Regional Navigation Satellite System (« système indien de navigation régionale par satellite ») ou IRNSS est un système de positionnement par satellites indien dont le déploiement s'est achevé en 2018. Sa couverture est régionale : les récepteurs peuvent fonctionner en  Inde et sur sa périphérie jusqu'à une distance de 1 500  à   2 000 km de ses frontières. Les terminaux dans le service de base fournissent une position avec une précision de 20 mètres. Le système IRNSS est compatible avec les systèmes GPS et Galileo.

## Historique
Le gouvernement indien a approuvé le projet IRNSS en mai 2006 avec un objectif initial de déploiement opérationnel en 2015. Le premier satellite est lancé le 1er juillet 2013 en retard sur le planning prévisionnel. En février 2014, la qualité du signal transmis par le satellite est officiellement considérée comme répondant au cahier des charges. Ensuite quatre autres satellites ont été lancés au 20 janvier 2016 ; l'achèvement du déploiement était prévu pour fin 2016,. La constellation de 8 satellites est en orbite depuis avril 2018.

## Informations techniques
Comme tout système de positionnement par satellites l'IRNSS est composé d'un segment spatial d'un segment sol et du segment utilisateur.

### Segment spatial
Le segment spatial est composé de sept satellites et il est prévu deux satellites supplémentaires prépositionnés pour servir de rechange :
- trois satellites sont placés en orbite géostationnaire aux longitudes 32,5°, 83 et 131,5° Est
- quatre satellites sont placés en orbite géosynchrone avec une inclinaison de 29° et placés deux par deux aux longitudes 55° et 131,5°.

Compte tenu de cette disposition tous les satellites sont visibles de manière continue depuis la région couverte par l'IRNSS.

#### Première génération

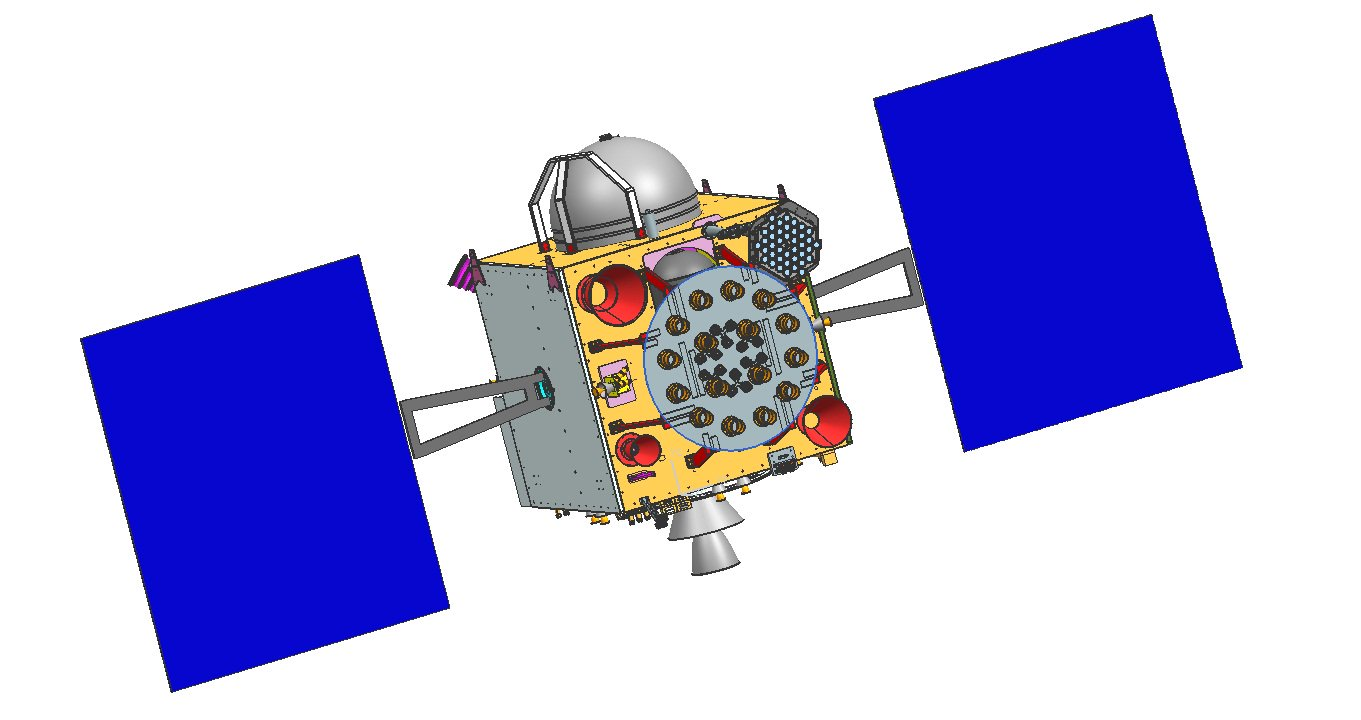
Schéma d'un satellite indien IRNSS de première génération.

Les sept satellites de la première génération sont identiques. D'une masse au lancement de 1 370 kg ils pèsent à sec 575 kg. Ils sont uniquement dédiés à la mission de navigation et ont été conçus pour pouvoir être lancés par le lanceur indien léger PSLV. Le satellite utilise une plateforme I-1K utilisée préalablement par le satellite météorologique Kalpana-1. Le satellite est un parallélépipède de 1,58 m x 1,5 m x 1,5 m. Il comporte deux panneaux solaires fournissant 1 660 W alimentant une batterie lithium-ion d'une capacité de 90 Ah. Le satellite est stabilisé 3 axes. L'orientation du satellite est déterminée à l'aide de senseurs solaires, viseurs d'étoiles, et de gyroscopes. Les corrections d'orientation sont réalisées à l'aide de roues de réaction et de petits moteurs-fusées de 22 newtons. Un moteur d'apogée à ergols liquides d'une poussée de 440 newtons est utilisée pour placer le satellite sur son orbite en association avec 12 moteurs-fusées de 22 newtons. La durée de vie espérée est de 10 à 12 ans.
La charge utile est redondante. Elle comprend :
- des horloges atomiques au rubidium
- Un générateur de signal de navigation
- un répondeur en bande C pour permettre aux stations au sol de déterminer avec précision la trajectoire du satellite
- Les satellites sont également équipés de rétroréflecteurs coins de cube pour permettre à des stations au sol de mesurer leur trajectoire à l'aide de lasers.

#### Deuxième génération

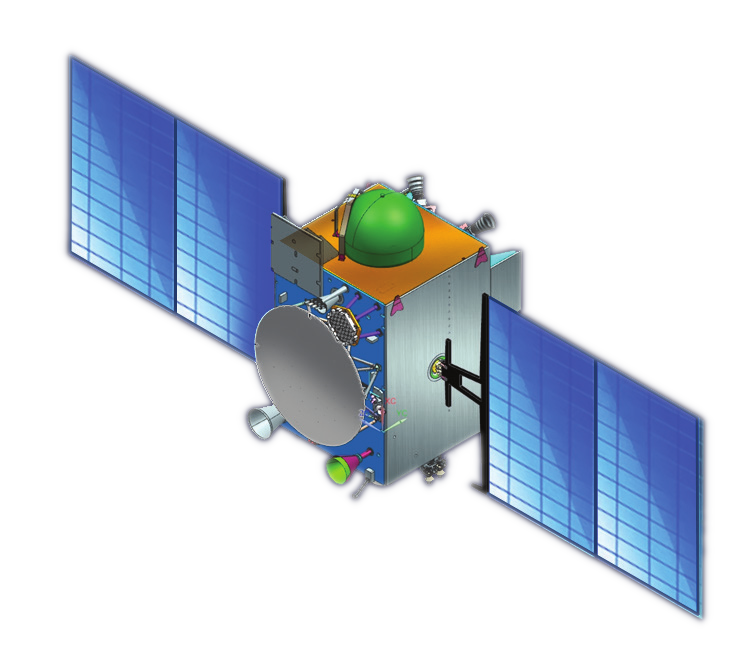
Schéma d'un satellite NVS de deuxième génération.

Une deuxième génération de satellites de navigation doit progressivement remplacer les premiers satellites. Le premier d'entre eux, NVS-01, a été lancé le 29 mai 2023. D'une masse de 2232 kilogrammes il repose sur une plateforme I2K. Ses panneaux solaires fournissent 2,4 kilowatts et l'énergie est stockée dans des batteries lithium-ion. Il émet sur une fréquence supplémentaire (L1. Il utilise une horloge atomique au rubidium développée en Inde. La durée de vie du satellite est de 12 ans. 

### Segment sol
Le cœur du segment sol est le centre de contrôle principal INC (ISRO Navigation Center) situé à Bayalu, près du centre de télécommunications grande distance de l'ISRO, à une quarantaine de kilomètres de Bangalore et qui a été inauguré en mai 2013. L'INC utilise les mesures effectuées par les stations de surveillance pour calculer la position future de tous les satellites, déterminer les corrections ionosphériques et d'horloge. Il fait tourner les logiciels de navigation qui établissent les éphémérides et les almanachs qui sont retransmis aux satellites de navigation pour rediffusion vers les terminaux. Il s'assure également de l'intégrité du système. Le deuxième composant central du segment sol est le Centre de contrôle des satellites IRSCF (IRNSS Spacecraft Control Facility) situé à Hassan/Bhopal qui contrôle le segment spatial à l'aide des stations de surveillance et déclenche l'envoi des paramètres de navigation calculé par le centre INC.
Le segment sol comprend également : 
- 17 stations de surveillance IRIMS (IRNSS Range and Integrity Monitoring Stations) qui recueillent les signaux des satellites pour permettre le calcul de leur trajectoire par l'INC et s'assurer de l'intégrité du système.
- Quatre stations IRCDR (IRNSS CDMA Ranging Stations) effectuent des mesures des trajectoires des satellites synchronisées entre elles.
- La station de mesure ILRS (IRNSS Laser Ranging Station) calcule avec précision la trajectoire des satellites en utilisant un laser réfléchi par les satellites
- Les stations IRTTC (IRNSS TTC & Uplinking Stations)  transmettent aux satellites les télécommandes, almanachs et éphémérides et reçoivent des messages de contrôle
- Le réseau de télécommunications IRDCN (IRNSS Data Communication Network) assure la liaison entre les différents éléments du segment sol
- L'IRNWT (IRNSS Timing Centre) fournit la base temps commune.

## Les services fournis
L'IRNSS devrait offrir deux niveaux de service : le Standard Positionning Service (SPS) et le Precision Service (PS). Les deux prestations utilisent les porteuses L5 (1 176,45 MHz) et la  bande S (2 492,08 MHz). Le message de navigation est diffusé en bande S (2–4 GHz)  par une antenne réseau à commande de phase du satellite de manière à maintenir la force du signal et à garantir la couverture. La structure des données diffusées par les satellites est à l'étude. Compte tenu de la couverture uniquement régionale du système, les corrections ionosphériques diffusées ne devraient porter que sur 80 points. L'heure, les éphémérides, les almanachs seront transmis avec la même précision que les systèmes de navigation par satellite assurant une couverture mondiale : GPS, GLONASS et Galileo. La précision attendue est de 20 mètres dans la région de l'Océan indien et de 10 mètres en Inde.
Les terminaux GPS peuvent recevoir le signal entre les longitudes 30 et 130° et entre les latitudes 30°S et 50°N. 

## Mise en place du segment spatial
| Satellite                         | Date lancement   | Orbite                 | Position                                | Lanceur     | Identifiant Cospar | Statut                                                                    |
| --------------------------------- | ---------------- | ---------------------- | --------------------------------------- | ----------- | ------------------ | ------------------------------------------------------------------------- |
| IRNSS-1A                          | 1er juillet 2013 | orbite géosynchrone    | inclinaison : 27,59°E longitude : 55°E  | PSLV-C22    | 2013-034A          | Panne de l'horloge atomique                                               |
| IRNSS-1B                          | 4 avril 2014     | orbite géosynchrone    | inclinaison : 30,57° longitude : 55°E   | PSLV-C24    | 2014-017A          | Opérationnel                                                              |
| IRNSS-1C                          | 16 octobre 2014  | orbite géostationnaire | inclinaison :4,6° longitude : 83°E      | PSLV-C26    | 2014-061A          | Opérationnel                                                              |
| IRNSS-1D                          | 28 mars 2015     | orbite géosynchrone    | inclinaison : 19,2° longitude : 111,75° | PSLV-XL C27 | 2015-018A          | Opérationnel                                                              |
| IRNSS-1E                          | 20 janvier 2016  | orbite géosynchrone    | inclinaison : 29° longitude : 111,75°E  | PSLV-XL C31 | 2016-003A          | Opérationnel                                                              |
| IRNSS-1F                          | 10 mars 2016     | orbite géostationnaire | inclinaison : ±5° longitude : 32,5°E    | PSLV-XL C32 | 2016-015A          | Opérationnel                                                              |
| IRNSS-1G                          | 28 avril 2016    | orbite géostationnaire | inclinaison : ±5° longitude : 131,5°E   | PSLV-XL C33 | 2016-027A          | Opérationnel                                                              |
| IRNSS-1H                          | 31 aout 2017     |                        |                                         | PSLV-XL C39 | 2017-051A          | Échec du déploiement                                                      |
| IRNSS-1I                          | 11 avril 2018    | orbite géosynchrone    | inclinaison : ±29° longitude : 55°E     | PSLV-XL C41 | 2018-035A          | Opérationnel                                                              |
| Satellites de deuxième génération |                  |                        |                                         |             |                    |                                                                           |
| IRNSS 1J (NVS 01)                 | 29 mai 2023      | orbite géosynchrone    | inclinaison : ±29° longitude : ?        | GSLV Mk2    | 2023-076A          | Opérationnel                                                              |
| IRNSS 1K (NVS 02)                 | 29 janvier 2025  | orbite géosynchrone    |                                         | GSLV Mk2    |                    | Échec de la propulsion du satellite, positionné sur une orbite incorrecte |

### Articles externes
- (en) L'IRNSS sur le site EO Portal de l'ESA
- (en) L'IRNSS sur le site de l'agence spatiale indienne
- (en) SATNAV Industry Meet 2006. Bulletin de l'ISRO. Numéro d'avril-septembre 2006